# Мур, Станфорд
Ста́нфорд Мур (англ. Stanford Moore; 4 сентября 1913, Чикаго — 23 августа 1982, Нью-Йорк) — американский биохимик.
Проводил исследования в области химии белков (совместно с У. Г. Стейном). Применил ионообменную хроматографию для анализа белков; сконструировал аминокислотный анализатор. Установил в 1960 году первичную структуру фермента панкреатической рибонуклеазы. Лауреат Нобелевской премии по химии (1972) г. совместно с Кристианом Анфинсеном и Уильямом Стейном за основополагающий вклад в химию ферментов.
Член Национальной академии наук США (1960) и Американской академии наук и искусств.

## Юность и образование
Станфорд Мур родился в Чикаго, штат Иллинойс, когда его отец, Джон Говард Мур, был студентом юридического факультета Чикагского университета (J.D. 1917). Мама (в девичестве Рут Фаулер) окончила Стэнфордский университет. Его родители познакомились в Стэндорде и поженились в 1907 году. Говорят, именно в память о месте встречи, родители дали сыну такое имя.
Учиться Станфорд начал уже в 4 года, в общеобразовательной школе города Виннетка, Иллинойс. Вскоре семья переехала в Нэшвилль, штат Теннесси, где его отцу предложили должность профессора юридического факультета Вандербилтского университета, где он и проработал до своей отставки в 1949 г. Джон Говард Мур умер в 1966 г. в возрасте 85-ти лет.
В Нэшвилле Мур стал учеником школы Пибоди при педагогическом колледже Джорджа Пибоди. Он был отличником в течение всех 7 лет обучения в школе. С самого начала учебы Станфорда заинтересовали английский язык и наука, однако позже ему посчастливилось познакомиться с преподавателем, Р. О. Бошампом, пробудившим в нем интерес к химии. Поступив в 1931 г. Вандербильтский университет, Станфорд Мур колебался между авиастроением и химией. Но большое влияние на будущее Мура оказал Артур Уильям Ингерсолл, который развил его интерес к органической химии и молекулярной структуре веществ. В результате Станфорд выбрал в качестве основного предмета химию, окончил с отличием Вандербильтский университет в 1935 году со степенью бакалавра гуманитарных наук и получил медаль Фаундера как самый выдающийся студент.
Осенью 1935 года Мур был награждён стипендией Научно-исследовательского фонда Висконсин Алумни, благодаря которой он получил возможность продолжить учебу в Висконсинском университете. Станфорд проводил исследования под руководством профессора Карла Пола Линка, который незадолго до этого работал в Европе вместе с Фрицем Преглем над микроаналитическими способами установления атомной структуры органических соединений.
В 1938 году Мур получил докторскую степень за диссертацию, посвященную характеристике углеводов и производных бензимидазола. В ней было доказано, что продукты этой реакции, несколько бензимидазолов, могут быть легко выделены в виде стабильных кристаллических веществ, которые позволят идентифицировать разные моносахариды.

## Начало карьеры, военные годы
С завершением Станфордом Муром докторской диссертации в 1939 году, стало понятно, что его будущее будет связано с биохимией.
Мур присоединился к научной группе Бергманна, где его вовлекли в работу над одной из главных задач лаборатории — структурной химии белков. Особый интерес представляло развитие методов гравиметрической оценки аминокислотного состава белков с использованием селективных осадителей. Этому подходу был дал новый импульс за два года до этого, когда Уильям Стейн начал работать в лаборатории и показал, что ароматические сульфокислоты обладают подходящими для этой цели свойствами.
Стейн и Мур сконцентрировали свои первоначальные усилия на двух сульфокислотных реагентах — 5-нитронафталин-2-сульфоновой кислоте для глицина и 2-бромтолуол-5-сульфоновой кислоте для лейцина — и показали, что хорошие результаты могут быть получены с продуктами гидролиза яичного альбумина и фиброином шелка. Работа шла полным ходом, но, когда страна оказалась в состоянии войны в конце 1941, исследование было остановлено.
С началом войны в лаборатории Бергманна проводили специальное исследование для Управления научных исследований и разработок (УНИР). Их задача заключалась в изучении физиологического воздействия нарывного боевого газа (иприта, азотистый иприта) на молекулярном уровне, с надеждой на разработку лекарственных препаратов, которые могли бы использоваться для преодоления последствий этих соединений на организм человека. Основанием для работы было то, что эффективные защитные меры для предотвращения последствий этих токсичных соединений, а также способность нанесения ответного удара Соединенными Штатами и их союзниками, препятствовали бы использованию химических отравляющих веществ.
Пока Стейн работал с Бергманном, а его коллеги проводили исследования в Нью-Йорке, Мур завербовался в 1942 году на административную работу в Национальном Комитете Оборонных Исследований (National Defense Research Committee) при Управлении научных исследований и разработок (УНИР), направляя работу университетов и промышленности на изучение биологического воздействия химических боевых веществ. Его база была в Вашингтоне, но он свободно ездил в Думбартон-Окс, где находился офис Национального Комитета Оборонных Исследований. Позже (в 1944 году) Мур был назначен в штат отдела координации новых разработок Химической службы, которым управлял Вильям А. Нойез-младший. Результаты работы службы были опубликованы в книге, увидевшей свет после войны, в неё внес свой вклад и Стэн, написав статью (в соавторстве с В. Р. Кернером) по психологическим механизмам воздействия химических веществ. Когда война закончилась, Мур служил на Гавайских островах в Оперативном научно-исследовательском отделе вооруженных сил.

## Исследования аминокислот
После окончании войны Герберт Гассер, директор Рокфеллеровского института, предложил Уильяму Стейну и Стэну Муру место в бывшем департаменте Бергманна, дав возможность продолжить работу над анализом аминокислот, который они начали еще до войны.
Ученые возобновили совместную работу в 1945 году, начав с изучения распределительной хроматографии как метода определения последовательности аминокислот в белках.

### С использованием колоночнойхроматографии
В качестве «отправной точки» Мур и Стейн выбрали метод колоночной хроматографии и им был необходим подходящий микрометод исследования аминокислот в колоночном растворителе. С этой целью Уильям и Стэн изучали реакцию нингидрина — цветного реактива, известного с момента его открытия в 1911 году и взаимодействующего со всеми аминокислотами. Они обнаружили, что восстанавливаемый осадок продукта можно получить, когда реакция проведена в присутствии восстановителя, первоначально им был хлорид двухвалентного олова.
Чтобы отслеживать изменения в разделении, производимом в крахмальной колонке, растворитель содержался в маленьких фракциях одинакового объема; они были обработаны нингидрином при восстановительных условиях, и образовавшиеся окрашенные вещества были измерены путём спектрофотометрии. Концентрации окрашенных веществ в каждой фракции указывались напротив номера фракции для получения так называемых кривых концентрата фильтрата. Пространство под каждым пиком таких кривых показывало количество аминокислот в образце.

#### Коллектор фракций
Изначально фракции собирались вручную, но достаточно быстро был разработан и сконструирован инструмент, в котором каждая капля фильтрата из колонки изменяла угол преломления луча света, освещающего фотоэлемент, тем самым воздействуя на регистратор. Капли собирались в спектрофотометрические тубы. Когда набиралось определенное количество капель, поворотный круг автоматически подставлял новую тубу. Хотя этот инструмент и не был первым коллектором фракций, он стал прототипом коммерческих инструментов, которые вскоре появились в лабораториях по всему миру. Благодаря этим изменениям стало возможно улучшить сами хромотографические процессы. Оригинальный коллектор фракций, который они разработали, по сей день находится в прекрасном рабочем состоянии в музее Caspary Hall.
В методах, описанных в 1949 году, для определения всех аминокислот в белковом гидролизате требовалось три подхода. Уильман и Стэн описали применение метода для определения состава бета-лактоглобулина и сывороточного альбумина. Для проведения эксперимента в три подхода требовалось менее 5 мг белка, и это с учетом стандартной погрешности менее 5 процентов — значительное достижение того времени. Понимая, какую огромную роль может сыграть эта методология в биохимии, Уильман и Стэн потратили много времени на то, чтобы детально описать все действия, необходимые для успешного применения в других лабораториях разработанных ими методов.
Хотя крахмальные колонки и стали настоящей сенсацией в химии белка, у них существуют некоторые ограничения. Прежде всего, это медленная скорость тока вещества в колонках (на один полный анализ белкового гидролизата требовалось две недели). Более того, к каждому подходу исследования должна была быть приготовлена новая колонка, и процесс расщепления был очень зависим от присутствия в образце солей.

### С использованием ионообменной хроматографии
Из-за существующих недостатков методов колоночной хроматографии, Уильман и Стэн решили обратиться в качестве альтернативы к ионообменной хроматографии, в которой использовалась полистирольная смола.
У ученых быстро получилось эффективно разделить все аминокислоты в белковом гидролизате всего за один подход благодаря элюции с цитратом натрия и ацетатными буферами при увеличении pH и концентраций при различных температурах, однако было необходимо еще и стандартизировать внешний вид колонок. Наконец, все трудности были преодолены, и появились воспроизводимые смолы. Успешное развитие ионообменной методологии не только позволило значительно сократить затрачиваемое на анализ время, но и проводить достоверный анализ аминокислот, содержащихся в физиологических жидкостях: моче, плазме и экстрактах тканей, не содержащих белок. Применяемые методы дали значительные результаты в открытии и оценке новых компонентов этих жидкостей.
Одновременно развивался потенциал ионообменной хроматографии для разделения пептидов и белков. Вскоре было обнаружено, что определенные стабильные белки — бычья панкреатическая рибонуклеаза и химотрипсиноген, а также лизоцим из белка куриных яиц — эффективно хроматогафируются на IRC-50 — смоле на основе полиметакриловых кислот. Элюция этих белков из обменника проходила при изменении pH и ионной мощности, в полном соответствии с высказываемыми предположениями. Позже было проведено успешное фракционирование гистона из вилочковой железы теленка.

## Структурный анализ белков
Для анализа Мур и Стейн выбрали небольшой фермент — рибонуклеазу, которую они уже изучали ранее, рассуждая о том, позволит ли знание её структуры понять и её ферментную активность. Эта работа проводилась параллельно с Кристианом Анфинсеном и его коллегами, но подходы двух лабораторий были различными и они выступали на научном поприще скорее как союзники, нежели соперники.
Исследование структуры рибонуклеазы началось с образца окислившегося белка, который был выборочно гидролизован с расщепляющим белки ферментом трипсином. Появившееся в результате соединение пептидов было разделено с помощью ионообменной хроматографии в колонке примерно так же, как до этого расщеплялись аминокислоты. Структура этих пептидов показала, что была установлена вся последовательность аминокислот рибонуклеазы (124 аминокислотных остатка). Чтобы определить природу этих пептидов, окисленный фермент затем был гидролизован химотрипсином — протеолитическим ферментом отличной от трипсина формы — для получения второй парии пептидов, которые так же разделялись с помощью сульфонатного полистирола. Благодаря известным селективным качествам трипсина и химотрипсина, широко исследованными годами ранее Бергманом и его коллегами, был установлен порядок расположения трипсиновых пептидов в полипептидной цепочке. Подтверждение было получено из другой партии пептидов, выделенных из пепсинового гидролизата.

### Автоматический аминокислотный анализ
Когда работа продолжилась, стало очевидно, что развитию исследований мешает ограниченность уровня, на котором проводился анализ аминокислот. С теми методами, которые были тогда в ходу, один только эксперимент требовал почти три дня и несколько сотен спектрофотометрических считываний. Так, в 1956 году началась работа по созданию автоматического аминокислотного анализа. Она началась только после всестороннего улучшения используемых инструментов, так что сам метод был опубликован в 1958 году. Со смолами, которые были тогда доступны, время анализа сократилось до 24 часов, а допустимая чувствительность достигла 0,5 микромоль. Последующее развитие привело к сокращению времени анализа в среднем на час и повышению чувствительности на два порядка величин. Важность знаний химии белка, открытых благодаря Муру и Стейну, нельзя переоценить.
Оригинальный автоматический аминокислотный анализатор
, описанный в 1958 году, и сейчас находится в рабочем состоянии, он до сих пор стоит в той же лаборатории Рокфеллерского университета, в которой был собран.
Полная ковалентная структура рибонуклеазы была опубликована в 1963 году — первое подобное исследование фермента. Затем было решено исследовать подавление активности рибонуклеазы йодоацетатом. В серии исследований, в которых изменение реакции при различных показателях pH сопровождалось аминокислотным анализом, было доказано, что подавление активности при pH 5 — результат карбоксиметилирования либо на азоте-1 гистидина-119, либо на азоте-3 гистидина-12, но не на обеих сторонах одной и той же молекулы рибонуклеазы. Подавление активности при более низком pH было обнаружено благодаря реакциям с метионином; при более высоком pH — при реакции с лизином-41. В этом случае можно было предположить, что гистидин-12 и −119 приближаются друг к другу на активной стороне рибонуклеазы. Это предположение, оказавшееся ключевым в последующих исследованиях рибонуклеазы, было в дальнейшем подтверждено в других лабораториях с помощью анализа рентгеновскими лучами. Благодаря этому, стало возможным интерпретировать кинетические исследования и работу по ядерному магнитному резонансу, что привело к детальному объяснению механизма действия фермента.
Работа по рибонуклеазе получила всеобщее признание в виде присуждения в 1972 году Нобелевской премии по химии Муру, Стейну и Анфинсену.
После этого лаборатория Мура-Стейна расширилась, в ней стали проводиться и другие исследовательские работы: определение аминокислотной последовательности панкреатической деоксирибонуклеазы, исследование реакции ионов цианата при взаимодействии с белками; структурные исследования с помощью пепсина; механизм воздействия и структура стрептококковой протеиназы; исследования последовательности и активной стороны рибонуклеазы Т1; выделение 2',3'-циклического нуклеотида, 3-фосфогидролазы и её ингибитора; исследования ингибиторов рибонуклеазы, а также множество исследований модификаций панкреатической рибонуклеазы.
Сотрудничество Мура и Стейна продолжилось в Рокфеллеровском университете даже после того, как Уильмана Стейна разбил сокрушительный паралич в 1969 году.
За исключением военных лет (1942—1945) Мур отсутствовал в Рокфеллеровском институте только один год — 1950. Полгода он провел в Брюсселе, в Бельгии, открывая лабораторию, посвященную аминокислотному анализу, а вторые полгода — в Англии, в Кембридже, деля лабораторию с Фредериком Сенгером и работая над изучением последовательности аминокислот инсулина. Стэн чувствовал, что этот год, проведенный в Европе, важен для его развития как ученого и его дальнейшей работы на международном научном поприще.

## Личная жизнь и общественная деятельность
Мур выступал в сообществе биохимиков и как редактор, и как офицер Американского сообщества биохимиков, и как глава Организационного комитета международного конгресса биохимии, проведённого в Нью-Йорке в 1964 году. Конгресс стал выдающимся событием благодаря организации научных презентаций и гостеприимству Мура. Во время Конгресса Стэн ежедневно приглашал 8-10 гостей на завтрак и ланч: так что ученые могли встречаться с коллегами в непринужденной обстановке. Он продолжил эту практику в течение следующих 15 лет на международных конгрессах и ежегодных встречах Американского общества биохимиков. Лишь его пошатнувшееся здоровье прервало эту традицию.
Станфорд Мур всю свою жизнь посвятил исключительно науке. Он никогда не был женат, избегал всего, что не касалось науки и ученых.

## Конец жизни, наследие
В последние два года жизни, когда его здоровье ухудшилось, Мур жил с осознанием своей болезни — амиотрофического бокового склероза. Он ушел из жизни в своей квартире, 23 августа 1982 года, недалеко от любимой лаборатории Рокфеллеровского университета, где он провел столько успешных и плодотворных лет.
Следует отметить, что никакой метод или инструмент, разработанный Муром и Стейном, не был запатентован. Они не думали о личной выгоде. Более того, Стэн Мур мало интересовался собственным имуществом, его маленький офис и холостяцкая квартира были обставлены с минимальными удобствами.
Привязанность Стэна Рокфеллерскому университету и его преданность биохимии отразились и в его завещании, в котором он объявил, что его собственность «должна быть использована как пожертвование на зарплату и научные расходы исследователей биохимии». Как Стэн написал в письме Президенту Университета Джошуа Ледербергу, которое было доставлено уже после его смерти: «Я хочу (несмотря на скромность моих возможностей) помогать молодым учащимся также, как когда-то помогли мне».

## Звания
- Профессор Рокфеллеровского университета (1952—82)
- Президент Американского биохимического общества (1966—67)
- Почетный член Бельгийского биохимического общества
- Председатель секции биохимии Национальной академии наук США (1969—72)
- Член Американской академии искусств и наук (1960—82)
- Почетный доктор Медицинского факультета Брюссельского университета, 1954 г.
- Почетный доктор Парижского университета, 1964 г.
- Степень доктора наук Университета Висконсина, 1974 г.

### Награды
(совместно с Уильямом Стейном)
- Награда в области хроматографии и электрофореза от Американского химического общества (1972)
- Медаль Ричарда, Американское химическое общество (1972)
- Медаль Линдерстрома-Ланга, Копенгаген (1972)
- Нобелевская премия по химии (1972).